# Doffing
Doffing è un census-designated place degli Stati Uniti d'America situato nella contea di Hidalgo dello Stato del Texas.
La popolazione era di 5.091 persone al censimento del 2010. Fa parte dell'area metropolitana di McAllen–Edinburg–Mission e Reynosa–McAllen.

## Geografia fisica
Doffing è situata a 26°16′23″N 98°23′05″W (26.273076, -98.384741).
Secondo lo United States Census Bureau, ha un'area totale di 4,3 miglia quadrate (11 km²).

## Società

### Evoluzione demografica
Secondo il censimento del 2000, c'erano 4.256 persone, 915 nuclei familiari e 871 famiglie residenti nella città. La densità di popolazione era di 982,0 persone per miglio quadrato (379,5/km²). C'erano 1.024 unità abitative a una densità media di 236,3 per miglio quadrato (91,3/km²). La composizione etnica della città era formata dal 34,35% di bianchi, lo 0,02% di afroamericani, il 64,92% di altre razze, e lo 0,70% di due o più etnie. Ispanici o latinos di qualunque razza erano il 99,20% della popolazione.
C'erano 915 nuclei familiari di cui il 75,7% aveva figli di età inferiore ai 18 anni, il 79,9% aveva coppie sposate conviventi, l'11,8% aveva un capofamiglia femmina senza marito, e il 4,8% erano non-famiglie. Il 4,3% di tutti i nuclei familiari erano individuali e l'1,3% aveva componenti con un'età di 65 anni o più che vivevano da soli. Il numero di componenti medio di un nucleo familiare era di 4,65 e quello di una famiglia era di 4,74.
La popolazione era composta dal 45,7% di persone sotto i 18 anni, il 10,7% di persone dai 18 ai 24 anni, il 30,4% di persone dai 25 ai 44 anni, il 10,9% di persone dai 45 ai 64 anni, e il 2,4% di persone di 65 anni o più. L'età media era di 20 anni. Per ogni 100 femmine c'erano 96,9 maschi. Per ogni 100 femmine dai 18 anni in giù, c'erano 95,2 maschi.
Il reddito medio di un nucleo familiare era di 18.192 dollari e quello di una famiglia era di 19.353 dollari. I maschi avevano un reddito medio di 15.017 dollari contro i 12.784 dollari delle femmine. Il reddito pro capite era di 4.923 dollari. Circa il 43,0% delle famiglie e il 42,5% della popolazione erano sotto la soglia di povertà, incluso il 48,5% di persone sotto i 18 anni e il 26,8% di persone di 65 anni o più.